# Virrey de Valencia

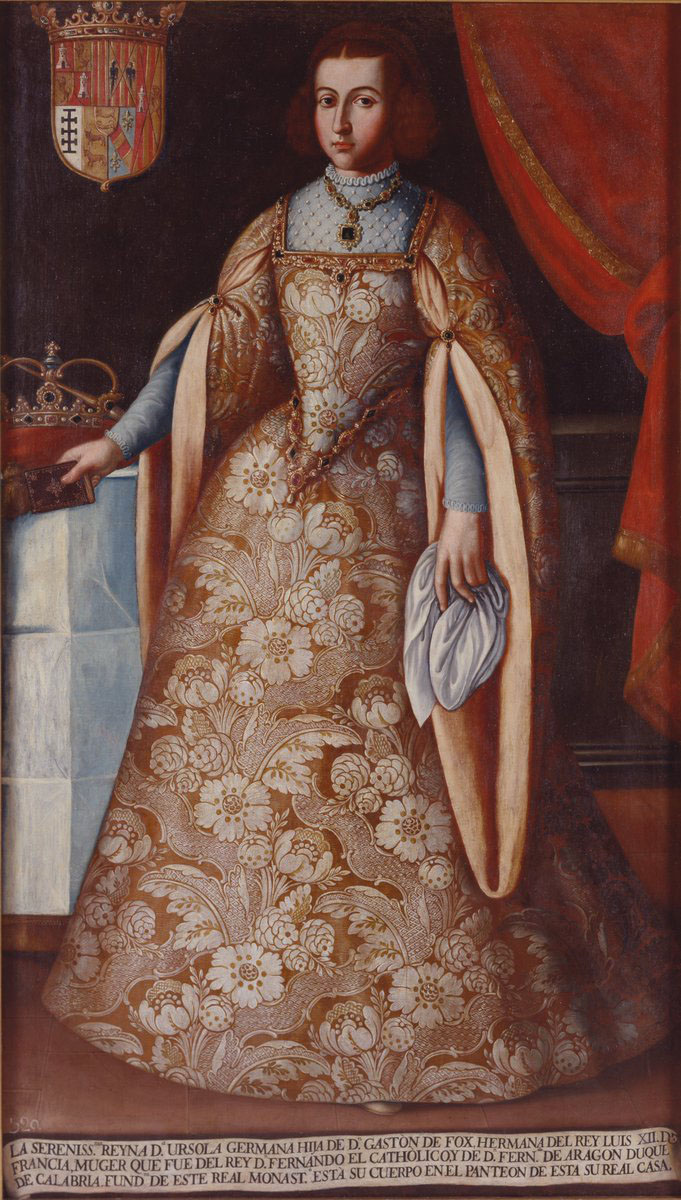
Germana de Foix, virreina de Valencia entre 1523 y 1538

El virrey de Valencia era la más alta magistratura delegada de la Corona de la Monarquía Hispánica en el reino de Valencia, constituyendo una especie de alter ego del monarca, quien lo nombraba entre los miembros de la alta nobleza castellana. Sustituyó al lugarteniente general que había ejercido la misma función en el siglo XV. 

## Historia
Tenía un precedente en la Edad Media cuando el rey Martín I el Humano nombró en 1403 un virrey de Valencia con carácter extraordinario para hacer frente a la violencia nobiliaria. Fue don Ferrán López de Luna, hermanastro de la esposa del rey doña María de Luna.
El cargo se institucionalizó de forma permanente en 1520 durante el reinado de Carlos I y, tras el largo virreinato de Germana de Foix de la primera mitad del siglo XVI, siempre recayó en miembros de la alta nobleza castellana, lo que contribuyó decisivamente a la castellanización de la nobleza valenciana, sobre la que el virrey y su pequeña corte ejercieron una gran influencia. A pesar de ser un representante de la Corona, la alta extracción social de sus titulares no los convertía en burócratas, y por ello carecieron de una secretaria oficial para sus funciones. En teoría la duración del cargo tenía un límite de tres años, pero muchos virreyes sobrepasaron este plazo.
El virrey, que en teoría gozaba de amplios poderes —entre otros presidía la Audiencia de Valencia—, en la práctica, al carecer de una fuerza armada propia, tenía que buscar la cooperación de la élite del reino para poder desempeñar sus funciones. Es por ello que su labor fuera la rutina de la «corte», audiencias particulares y torneos. Sus decisiones y las de sus oficiales podían ser revocadas por las Cortes del Reino de Valencia si contravenían los Fueros de Valencia. Tras la reunión de las últimas Cortes en 1645, esta potestad pasó a la Junta de Electos de los tres estamentos que podía decidir la constitución de una embajada que acudía a la corte del monarca en Madrid para presentar directamente al rey los posibles contrafueros —violaciones de los fueros valencianos— de sus oficiales en el Reino.